# Los Angeles Clippers
Los Angeles Clippers er et amerikansk basketballhold fra Los Angeles i Californien, der spiller i NBA-ligaen. Holdet blev stiftet i 1970 som Buffalo Braves, og har desuden også en periode spillet i San Diego under navnet San Diego Clippers.
Holdet har endnu aldrig vundet et NBA-mesterskab, og har i mange år stået i skyggen af det mere succesfulde Los Angeles-hold, Los Angeles Lakers.

## Tidligere navne
- Buffalo Braves (1970-1978)
- San Diego Clippers (1978-1984)

## Kendte spillere
- Blake Griffin
- Chris Paul
- Dominique Wilkins
- Glen Rice
- Michael Olowokandi
- Paul George
- Kawhi Leonard